# 어정역
어정역(御停驛, Eojeong station)은 경기도 용인시 기흥구 상하동에 있는 용인 경전철의 전철역이다.

## 역사
- 2013년 4월 26일 : 용인 경전철 개통과 함께 영업 개시
- 2023년 1월 4일 : 한자역명이 御井에서 御停로 변경[3]

## 역 구조
2면 2선의 상대식 승강장을 갖추고 있다. 스크린도어가 설치되어있다.

### 승강장
| 지석 ↑ |
| \| 상  |
| ↓ 동백 |

| 상행 | ● 용인 경전철 | 기흥 방면          |
| 하행 | ● 용인 경전철 | 전대·에버랜드 방면 |

## 역 주변
| 나가는 곳 | 방면                                         |
| --------- | -------------------------------------------- |
| 1         | 상하동행정복지센터 어정초등학교 어정가구단지 |
| 2         | 동백호수공원 동백동행정복지센터 국민연금공단 |
| 3         | 갈천마을 산책로 초록마을 풍림아파트          |

## 인접한 역
| 용인 경전철         | 용인 경전철   | 용인 경전철                  |
| ------------------- | ------------- | ---------------------------- |
| Y112 지석 기흥 방면 | ● 용인 경전철 | Y114 동백 전대·에버랜드 방면 |

## 사진

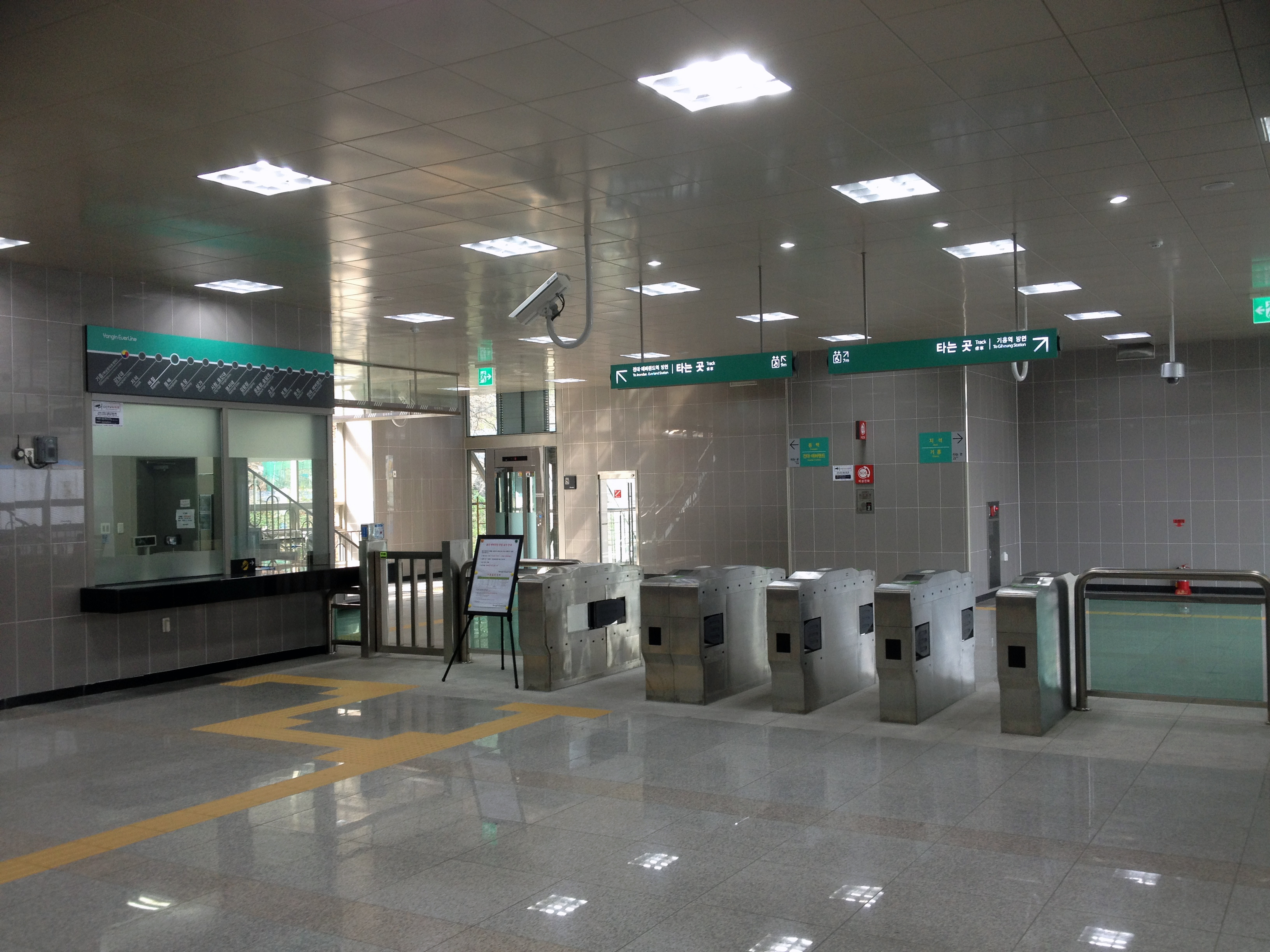
개찰구
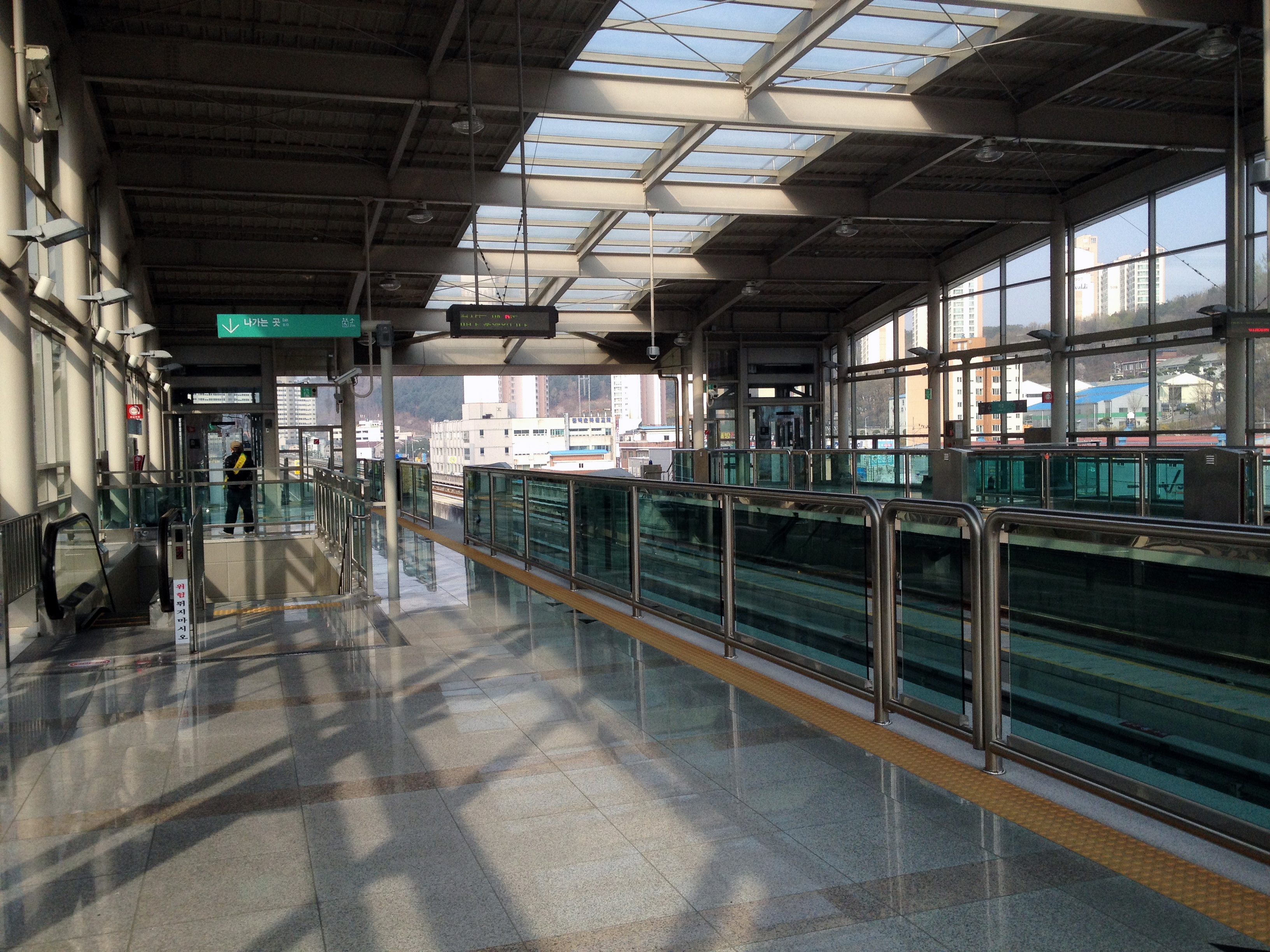
플랫폼 (스크린도어 설치 전)